# Потапенко Віталій Миколайович
Віталій Миколайович Потапенко (* 21 березня 1975, Київ) — український баскетболіст та тренер. Асистент головного тренера «Мемфіс Ґріззліс».

## Кар'єра в НБА
Потапенко був обраний на драфті 1996 під 12 номером «Клівленд Кавальєрс». Протягом перших двох сезонів в НБА він не був гравцем основного складу, про що свідчить статистика: протягом регулярної першості у сезонах 1996-97 та 1997-98 Потапенко провів за «Кавальєрс» 160 ігор, і лише 3 рази виходив на майданчик у стартовій п'ятірці. У 1997 році Потапенко взяв участь у матчі висхідних зірок НБА, набравши 6 очок в протистоянні з майбутніми легендами ліги Кобі Браянтом і Алленом Айверсоном.
11 березня 1999 Потапенко перейшов у «Бостон Селтікс». До завершення сезону 1999-00 він був гравцем основного складу. Наступні два сезони він рідко виходив у стартовій п'ятірці, хоч і з'являвся на майданчику майже у кожній грі. У сезоні 2000-01 він мав навіть більше ігрової практики, ніж у сезоні 1999-00 (у середньому 23.2 хвилини за гру проти 22.7), хоч і виходив у стартовій п'ятірці лише 7 разів (у 1999-00 — 72 рази).
22 липня 2002 Потапенко перейшов у «Сіетл Суперсонікс».
23 лютого 2006 Потапенко перейшов у «Сакраменто Кінґс». За «Кінґс» він провів 13 ігор (з них 4 — на стадії плей-оф) у сезоні 2005-06 та 3 гри у сезоні 2006-07.
Після закінчення кар'єри працював асистентом тренера кількох команд. З 2018 року — помічник головного тренера «Мемфіс Ґріззліс».

## Досягнення

### Як гравець
- Чемпіон України (2): 1993, 1994

### Як помічник головного тренера
- Чемпіон НБА: 2016